# Sparkasse Scheeßel
Die Sparkasse Scheeßel ist eine öffentlich-rechtliche Sparkasse mit Sitz in Scheeßel, Niedersachsen. Ihr Geschäftsgebiet umfasst den Südosten des Landkreises Rotenburg (Wümme).
Die Sparkasse Scheeßel wies im Geschäftsjahr 2023 eine Bilanzsumme von 815,84 Mio. Euro aus und verfügte über Kundeneinlagen von 607,79 Mio. Euro. Gemäß der Sparkassenrangliste 2023 liegt sie nach Bilanzsumme auf Rang 328. Sie unterhält 7 Filialen/Selbstbedienungsstandorte und beschäftigt 163 Mitarbeiter.

## Organisationsstruktur
Die Sparkasse Scheeßel ist eine Anstalt des öffentlichen Rechts und wurde am 15. Juli 1876 gegründet. Ihre Rechtsgrundlagen sind das Sparkassengesetz für das Bundesland Niedersachsen und die durch den Verwaltungsrat der Sparkasse erlassene Satzung. Organe der Sparkasse sind der Vorstand und der Verwaltungsrat.
Träger der Sparkasse ist der Sparkassenzweckverband Scheeßel. Dem Zweckverband gehören die Gemeinden Bothel, Brockel, Elsdorf, Fintel, Gyhum, Helvesiek, Hemslingen, Lauenbrück, Scheeßel, Stemmen und Vahlde als Mitglied an.

## Sparkassen-Finanzgruppe
Die Sparkasse Scheeßel ist Teil der Sparkassen-Finanzgruppe und gehört damit auch ihrem Haftungsverbund an. Er sichert den Bestand der Institute und sorgt dafür, dass sie auch im Fall der Insolvenz einzelner Sparkassen alle Verbindlichkeiten erfüllen können. Die Sparkasse vermittelt Bausparverträge der regionalen Landesbausparkasse, offene Investmentfonds der Deka und Versicherungen der VGH Versicherungen. Im Bereich des Leasing arbeitet die Sparkasse Scheeßel mit der  Deutschen Leasing zusammen. Die Funktion der Sparkassenzentralbank nimmt die Nord/LB wahr.

## Geschichte
1876 wurde die Spar-, Leih- und Vorschuß-Casse für die Kirchspiele Scheeßel und Brockel gegründet, die 1879 um die Gemeinden der Kirchspiele Elsdorf und Gyhum erweitert wurde.
Im Jahr 1886 erfolgte die Ausgabe von Sparkarten an Kinder und Jugendliche, auf die 10 Sparmarken à 10 Pfennige aufgeklebt werden konnten, um zum Sparen anzuhalten.
Im Kriegsjahr 1943 wurden die Zweigstellen Lauenbrück und Fintel auf die Sparkasse Scheeßel übertragen.
1969 startete die „Sparkasse auf Rädern“ (Sparkassen-Bus): an 5 Tagen in 25 Orten wurden die Kunden vor Ort bedient. Im Jahr 1981 geschah der Einbau des ersten Geldautomaten in Niedersachsen.
Die Sparkasse gründete 2009 die Bürgerstiftung „Gutes für die Region“.

## Sparkassenstiftung Scheeßel
Die Sparkasse Scheeßel und die von ihr im Jahre 1990 gegründete Sparkassenstiftung Scheeßel stehen zahlreichen Projekten als Förderer und Sponsor zur Seite. Unter dem Motto ‚in der Region – für die Region‘ stärken die Sparkasse und die Sparkassenstiftung das Engagement von Menschen, Vereinen und weiteren Institutionen in der Region. Sport, Kultur, Heimat- und Denkmalpflege sind die Förderschwerpunkte in der Stiftung.

## Bürgerstiftung
Im März 2009 hat die Sparkasse Scheeßel die Gründung der Stiftung ‚Gutes für die Region‘ initiiert. Die Bürgerstiftung bietet ein Dach zum Errichten eines eigenen Stiftungsfonds. Der Stifter bestimmt den Stiftungszweck und gibt seinem Fonds einen eigenen Namen. Die Verwaltung des Stiftungsfonds liegt in Händen der Bürgerstiftung.